# Bretea Română
Bretea Română – wieś w Rumunii, w okręgu Hunedoara, w gminie Bretea Română. W 2011 roku liczyła 266 mieszkańców.